# Rocafort (Valencia)
Rocafort (auch: Rocafort de Campolivar) ist eine Gemeinde (municipio) mit 7.753 Einwohnern (Stand: 2024) in Spanien, in der Provinz und Autonomen Gemeinschaft Valencia.

## Lage
Rocafort liegt etwa sechs Kilometer nordwestlich vom Stadtzentrum von Valencia. 

## Bevölkerungsentwicklung
| Jahr      | 1900 | 1920 | 1950  | 1970  | 1981  | 1991  | 2001  | 2011  | 2021  |
| Einwohner | 526  | 831  | 1.299 | 2.200 | 3.087 | 4.074 | 5.226 | 6.806 | 7.445 |

## Söhne und Töchter der Stadt
- Vicent Soler Marco (* 1949), Politiker (PSOE)

## Sehenswürdigkeiten
- Höhlen von Rocafort, 1933 entdeckter neolithischer Fundplatz
- Turm von Rocafort
- Sebastianuskirche (Iglesia de San Sebastián)
- Palast des Barons von Terrateig, 1768 errichtet
- Villa Amparo
- Rathaus (Casa Bou)

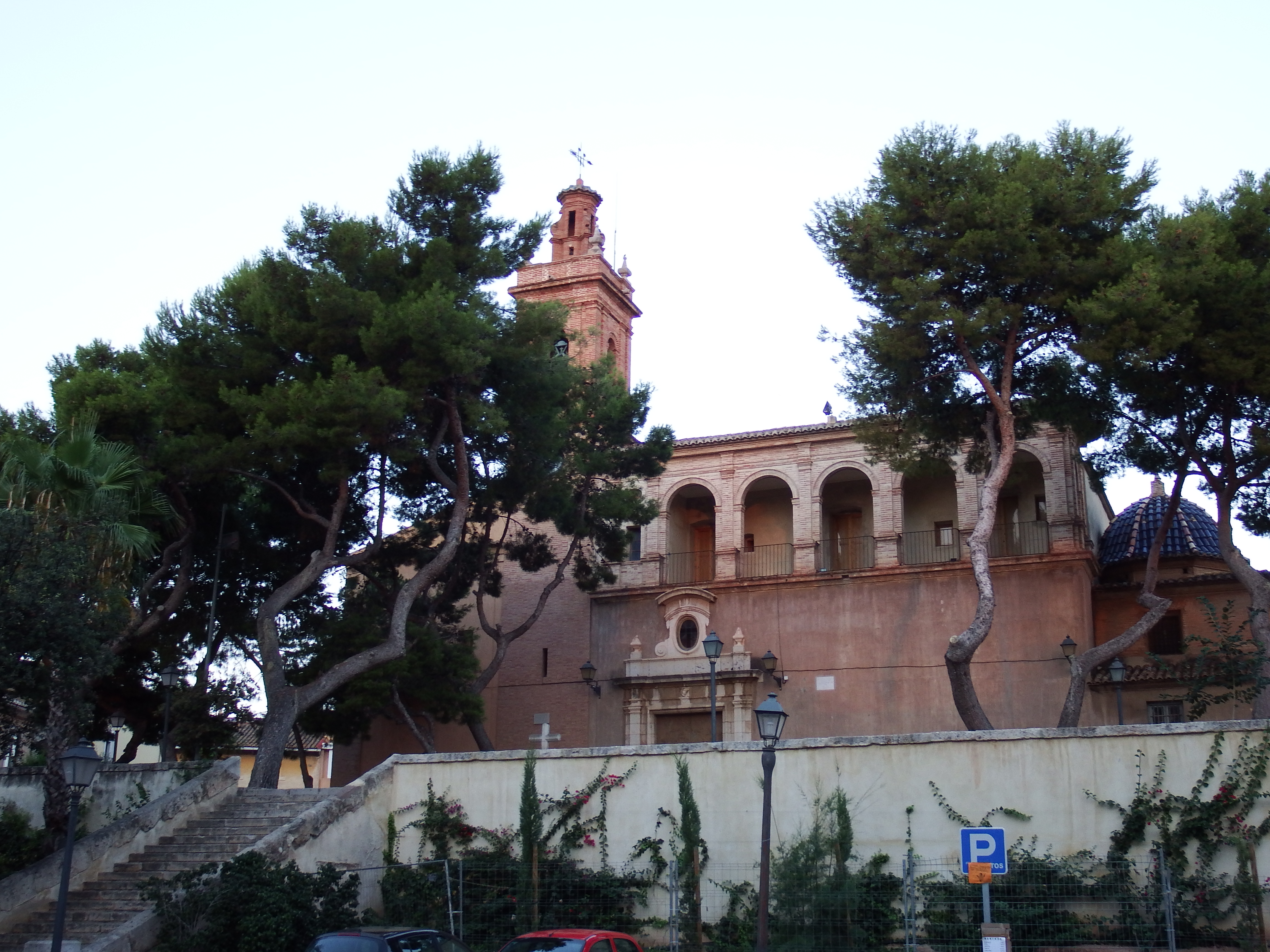
Sebastianuskirche
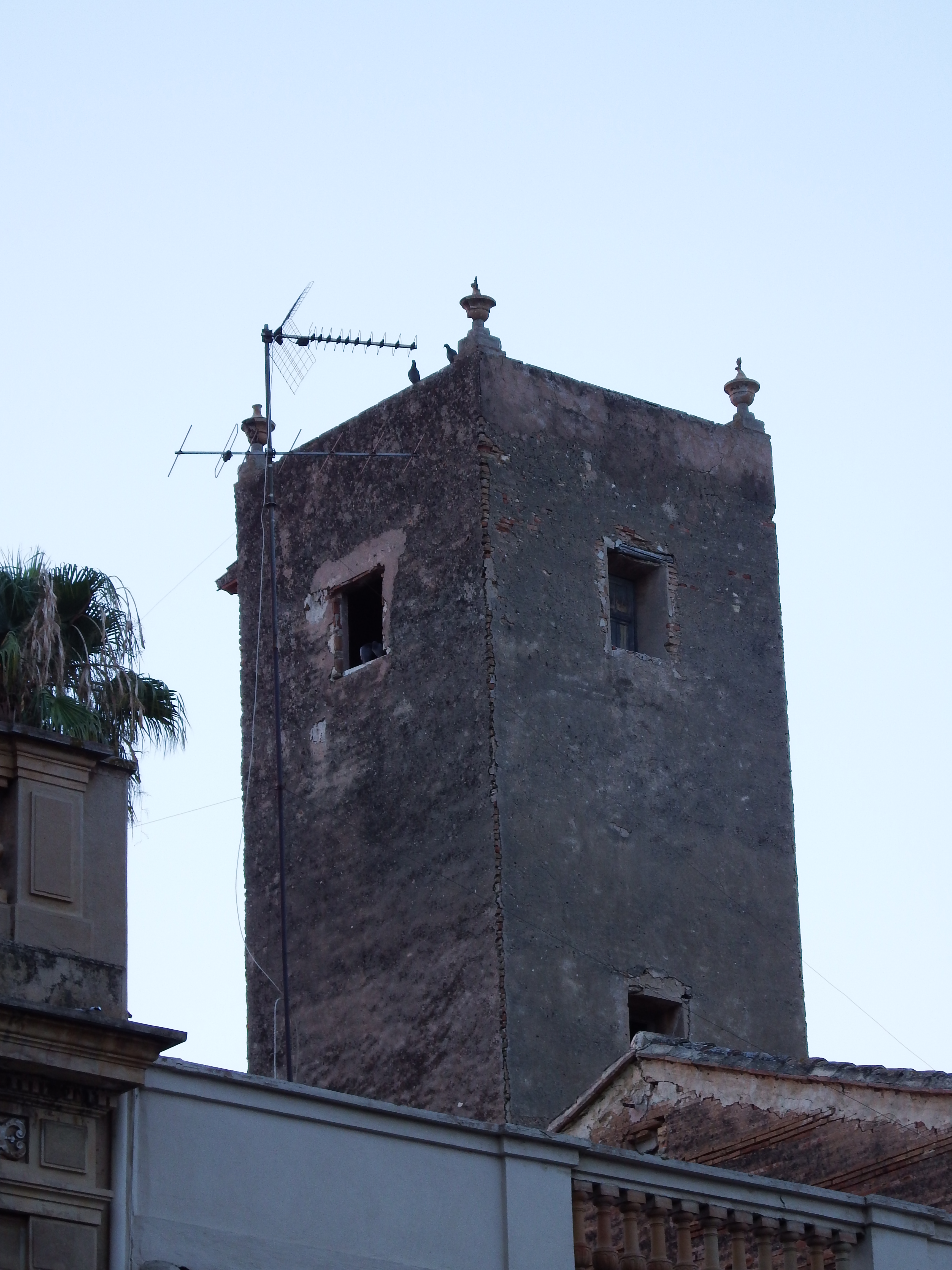
Turm von Rocafort
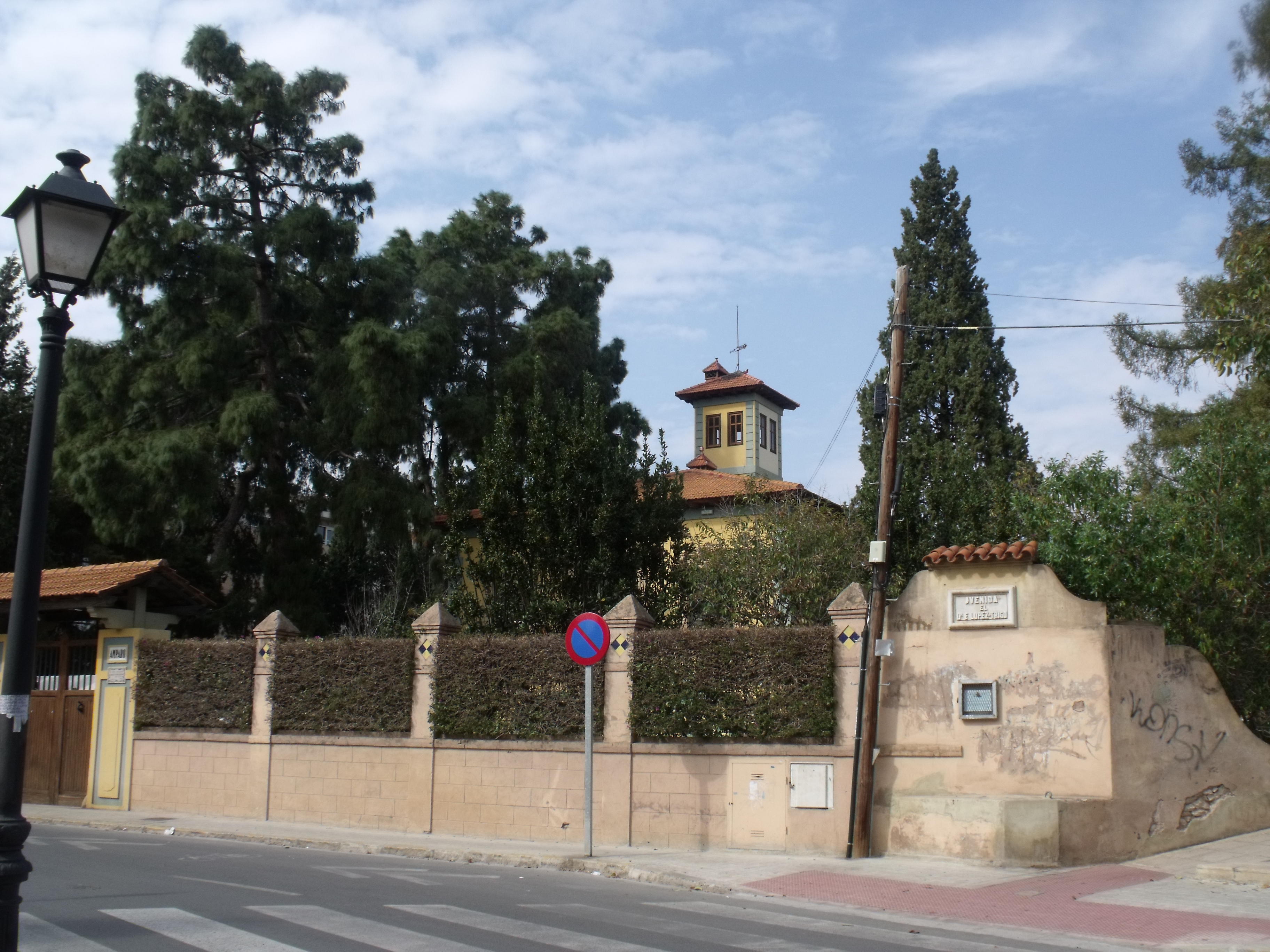
Villa Amparo
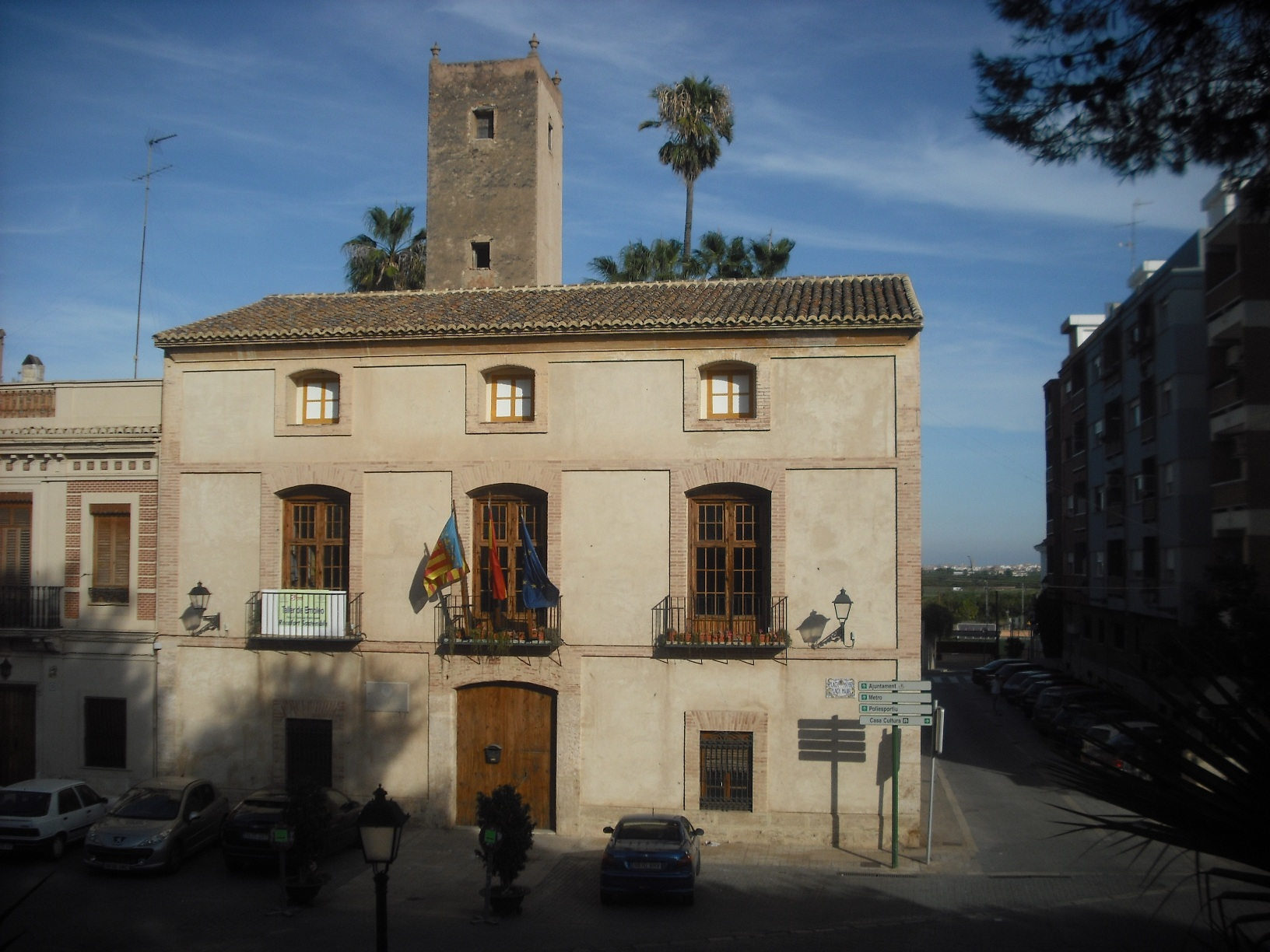
Rathaus

## Gemeindepartnerschaft
Mit der französischen Gemeinde Baillargues im Département Hérault (Okzitanien) besteht eine Partnerschaft.